# علي ود حلو
 علي ود حلو  هو الخليفة الثالث للمهدي زعيم الثورة المهدية بالسودان وقد لعب أدوراً مهمة في إرساء دعائم الدولة المهدية بولائه التام للخليفة عبد الله التعايشي حتى وفاته في عام 1899م.

## الميلاد والتنشئة
ولد علي ود حلو في منطقة النيل الأبيض وينتمي إلى عرب البقارة دغيم.

## مبايعته للمهدي
تعرف على المهدي في الجزيرة أبا. انضم إلى الثورة المهدية في عام 1881 وكان من أوائل الذين آمنوا بدعوة محمد أحمد المهدي وبايعوه.

## دوره في المهدية
كان يقود قوات الراية الخضراء التابعة له وتتكون في معظمها من أبناء قبائل دغيم وكنانة والحلاويين. شارك في حصار الخرطوم وفي معركة كرري حيث كانت رايته تضم 5 آلاف مقاتل.

## ولائه للخليفة
بايع الخليفة عبد الله التعايشي واقنع الأشراف، أقارب المهدي بقبول خلافة عبد الله بعد أن كانوا قد طالبوا بها بعد وفاة المهدي للخليفة شريف باعتبارهم آل البيت.
وعندما تمرد الأشراف ضد الخليفة في نوفمبر / تشرين الثاني عام 1891، اضطلع الخليفة علي ود حلو بدور الوسيط بناء على طلب من الخليفة وتمكن من إقناع الخليفة شريف على قبول شروط الخليفة في الصلح بعد استجابته لمطالبهم التي شملت إعادة الراية الصفراء إلى الخليفة شريف وتخصيص رواتب مالية له ولأرامل وأبناء المهدي والعفو عن الذين اشتركوا في محاولة الإطاحة بالخليفة عسكريا وجعل الخليفة شريف من أهل المشورة في الدولة. 
وبعد نجاح وساطته ظل الخليفة علي ود حلو مخلصًا لخليفة المهدي حتى اللحظات الأخيرة حيث كان معه في معركة أم دبيكرات ومات بجواره هناك في 24 نوفمبر / تشرين الثاني 1889م.